# مارلين فورتوناتو
مارلين فورتوناتو هي منافسة ألعاب القوى برازيلية، ولدت في 8 يناير 1970.

## وصلات خارجية
- مارلين فورتوناتو على موقع الاتحاد الدولي لألعاب القوى (الإنجليزية)
- مارلين فورتوناتو على موقع أوليمبيديا (الإنجليزية)